# روزی بزرگ برای آزادی
روزی بزرگ برای آزادی (به انگلیسی: A Great Day for Freedom) ترانه‌ای از آلبوم سال ۱۹۹۴ پینک فلوید با عنوان ناقوس جدایی است. این ترانه که نخست In Shades of Grey نام گرفته‌بود به امیدهای ایجاد شده پس از فرو افتادن دیوار برلین و ناامیدی پس از آن اشاره دارد. دیوید گیلمور در این‌باره می‌گوید:
«زمانی که دیوار پایین آمد لحظهٔ فوق‌العاده‌ای از خوش‌بینی شکل گرفت - لحظهٔ رهایی اروپای شرقی از سیطرهٔ سیستم غیر دموکراتیک سوسیالیستی. اما وضعیت امروزی آنها به‌نظر بهتر از گذشته نمی‌آید. و من دراین‌باره بازهم نسبتاً بدبینم. درست است که هنوز امیدوارم و آرزو می‌کنم، اما فکر می‌کنم که تاریخ با سرعتی کمتر از آنچه که ما تصورش را می‌کنیم پیش می‌رود. و من احساس می‌کنم که زمانی خیلی خیلی طولانی نیاز است تا تغییر واقعی به‌وقوع بپیوندد.»
علی‌رغم این سخن گیلمور، برخی اغلب این ترانه را انعکاسی از مشارکت تلخ و دلسردکنندهٔ گیلمور با دیگر هم‌گروهی خود راجر واترز، عامل اصلی شکل‌گیری آلبوم دیوار می‌دانند. با چنین برداشتی، «روزی بزرگ برای آزادی»، به روزی تفسیر می‌شود که واترز از گروه پینک فلوید جدا شد و دیگر اعضای گروه به این آزادی دست‌یافتند تا مسیر آتی گروه را تعیین نمایند. اما گیلمور دربارهٔ این برداشت می‌گوید:
«من کاملاً از اینکه مردم تفسیرهای خودشان را از ناقوس جدایی دارند خوشحالم. اما شاید باید این هشدار را هم بدهم که ممکن است این برداشت‌ها فراتر از حد برود. برای نمونه «روزی بزرگ برای آزادی»، هیچ ارتباطی به راجر یا «دیوار» ش ندارد. واقعاً ندارد. دیگر چه می‌توانم بگویم؟»
ترانهٔ «روزی بزرگ برای آزادی» توسط پینک فلوید در تور ناقوس جدایی اجرا شد. همچنین این ترانه در آلبوم زندهٔ Pulse و دی‌وی‌دی آن گجانده شده‌است. دیوید گیلمور نیز این ترانه را در کنسرت‌های سولوی خود در سال‌های ۲۰۰۲ و ۲۰۰۶ اجرا نمود و در آلبوم زندهٔ سولویش با عنوان کنسرت زنده در گدانسک نیز این ترانه وجود دارد.

## اعضا
- دیوید گیلمور – گیتار و وکال
- ریچارد رایت – پیانو
- گای پرت – گیتار بیس
- نیک میسن – درام و پرکاشن
- جون کارین – برنامه‌ریزی
- مایکل کیمن – تنظیم ارکسترال